# Gonjeva
Gonjeva is een plaats in de gemeente Klinča Sela in de Kroatische provincie Zagreb. De plaats telt 52 inwoners (2001).